# Shavez Hart
Shavez Hart (Bahamas, 6 de septiembre de 1992-Ábaco Norte, 3 de septiembre de 2022) fue un atleta bahameño especializado en la prueba de 4x400 m, en la que consiguió ser subcampeón mundial en pista cubierta en 2016.

## Carrera deportiva
En el Campeonato Mundial de Atletismo en Pista Cubierta de 2016 ganó la medalla de plata en los relevos de 4x400 metros, llegando a meta en un tiempo de 3:04.75 segundos que fue récord nacional, tras Estados Unidos y por delante de Trinidad y Tobago (bronce).
Compitió para South Plains College con su compatriota Trevor Vano Mackey , ganando un doble de velocidad en el Campeonato Nacional Junior College de 2012, antes de transferirse a Texas A&M University. [4] Ambos se unieron para romper el récord nacional de las Bahamas en el relevo de 4 × 100 metros en Morelia, México, ganando la medalla de oro en el Campeonato CAC 2013 en el proceso. [5]

## Muerte
El 3 de septiembre de 2022, Hart fue asesinado a tiros durante una pelea en un estacionamiento en North Abaco, tres días antes de cumplir 30 años.